# Santa Maria de Segur
Santa Maria de Segur és l'església parroquial del nucli de Segur, al municipi de Veciana (Anoia), inclosa a l'Inventari del Patrimoni Arquitectònic de Catalunya.

## Descripció
És una església reedificada sobre unes restes del segle xii. De planta rectangular. Té una torre-campanar de planta quadrada. Destaca la porta d'entrada (barroc simple) amb un arc rebaixat de falses dovelles sostingut per columnes. A l'interior la volta és d'arc de mig punt, té un cor al peu sostingut per un arc rebaixat i les parets són enguixades. Al presbiteri hi ha un retaule realitzat amb guix que presenta una composició d'estil neogòtic. L'església queda plenament integrada dins el conjunt del nucli i només es distingeix de les cases del costat pel seu campanar. En l'arc de la porta d'entrada hi ha la data inscrita del 1868.

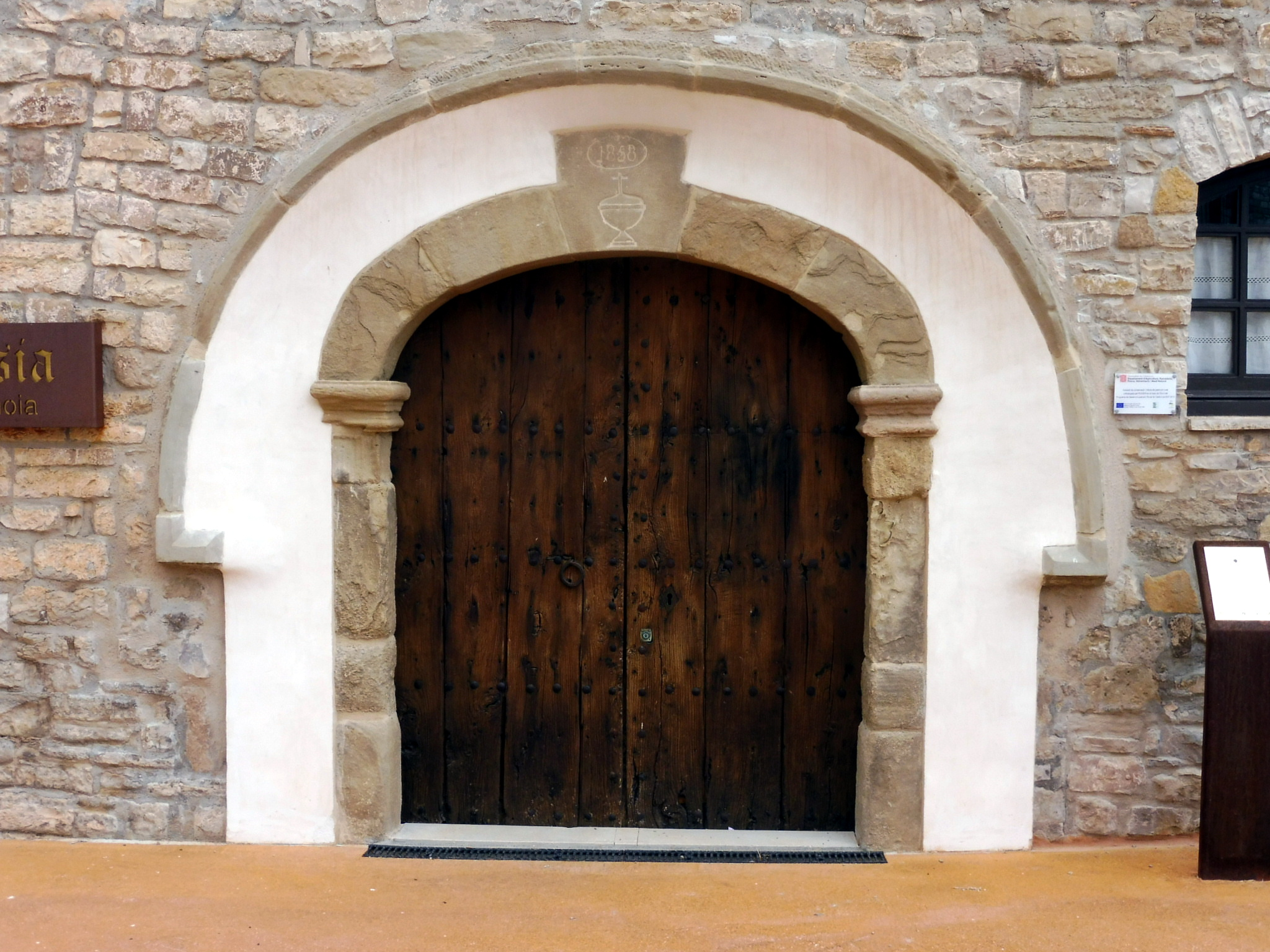
Portal

## Història
Formava part de la baronia de Segur. El 1157 fou cedida al monestir de l'Estany pel bisbe de Vic, Pere Redorta, conjuntament amb les seves sufragànies de Sta. Magdalena de l'Astor Sant Jaume de Durban i Sant Joan de Vilamajor.